# Internationale Funkausstellung Berlin

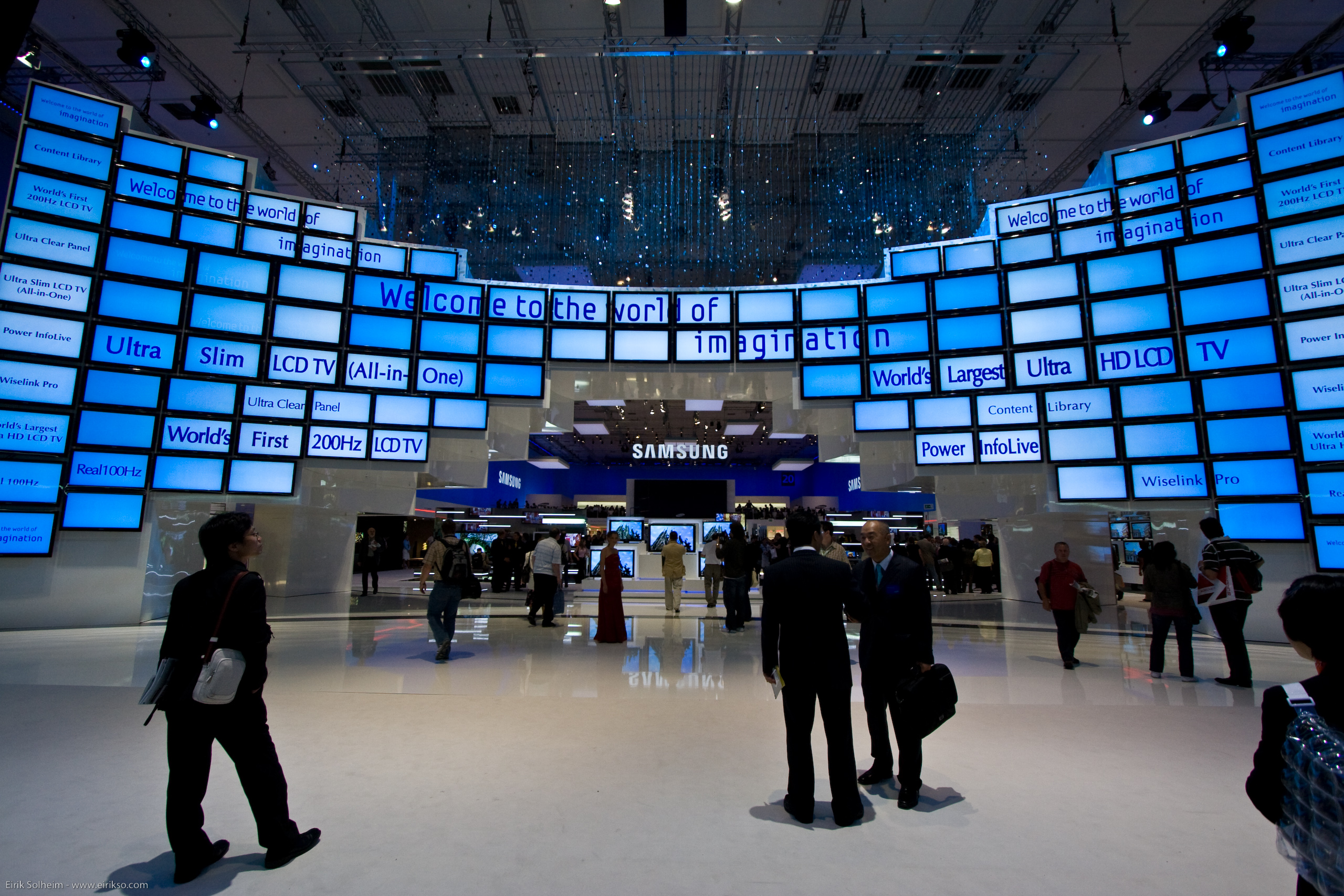
Postazione Samsung, IFA 2008

L’IFA o Internationale Funkausstellung Berlin è una delle più antiche fiere di tecnologia della Germania. 

## Contesto
Tra il 1924 e il 1939 fu organizzato con cadenza annuale, successivamente a partire dal 1950 divenne un evento biennale. Dal 2005 è tornato ad essere organizzato ogni 12 mesi, generalmente tenuto nei primi giorni di settembre.
Oggi è una delle maggiori fiere tecnologiche del mondo con oltre 1000 espositori e 300000 visitatori trattando dall'elettronica di consumo agli elettrodomestici.
Questo evento permette agli espositori di presentare gli ultimi prodotti sviluppati dalle proprie aziende potendo contare su un vasto bacino di pubblico grazie anche alla visibilità dei media. Nel corso della storia molte invenzioni vennero presentate a questo evento.

## Storia
Nel 1931 il fisico tedesco von Ardenne presentò l'invenzione del Tubo a raggi catodici utilizzato in una dimostrazione di invio e ricezione dati attraverso un sistema televisivo. Due anni più tardi, nel 1933, venne presentato un ricevitore radio di sponsorizzazione nazista (Volksempfänger VE 301 W) che ricevette uno straordinario successo tra il pubblico, con una vendita durante la fiera di 100.000 unità.
Nell'esposizione del 1938 l'azienda AEG presentò il primo registratore automatico mentre l'anno successivo venne presentato uno dei primi prototipi di tv a colori, sviluppato a partire dall'invenzione di Werner Flechsig.
Durante l'esposizione del 1963 l'azienda olandese Philips presentò le prime audio cassette compatte per registrazioni audio.
L'edizione 2020 si è svolta interamente online a causa della pandemia di COVID-19.
Il 19 maggio 2021 gli organizzatori hanno annunciato la cancellazione dell'edizione 2021, prevista per settembre.